# Agustina Rico Villora
Agustina Rico Villora (Barcelona, 1955) és una activista veïnal, escriptora, periodista i professora d'ensenyament secundari catalana.
Nascuda a Barcelona, es va traslladar amb quatre anys al barri del Fondo de Santa Coloma de Gramenet. Va ser redactora de la revista Grama, i corresponsal de premsa a diaris barcelonins. Ha estat professora i catedràtica de Llengua i Literatura catalana a l'IES Puig Castellar fins a l'any 2013. Com a escriptora, és autora de diversos llibres relacionats amb la ciutat de Santa Coloma de Gramanet.

## Obres[3]
- Família Sagarra a Santa Coloma, La - Santa Coloma de Gramenet, Centre de Normalització Lingüística L'Heura, 1986
- Memòria d'un recorregut. 50 anys del Centre Excursionista Puig Castellar, Barcelona, Generalitat de Catalunya, 1996
- Teatre Josep Maria de Sagarra: inauguració 9 de desembre de 1997, Santa Coloma de Gramene, Ajuntament, 1997
- Avancem junts: la història d'Aspanide, Santa Coloma de Gramenet, Patronat d'Aspanide, 2004
- Itinerari Sagarra a Santa Coloma de Gramenet, Santa Coloma de Gramenet, Ajuntament, 2013